# Рубаб
Рубаб (перс. رُباب‎) — старовинний народний 3–6 струнний щипковий музичний інструмент, що поширений насамперед в Ірані, Азербайджані, Вірменії, Туреччині, Таджикистані, Узбекистані, в країнах Близького і Середнього Сходу, Центральної Азії і деяких країнах Балканського півострова. Вважається національним класичним музичним інструментом пуштунів, таджиків, гуджар, кашмірців, азербайджанців та іранських курдів.
Точних відомостей щодо появи рубаба немає. Припускається, що з'явився він у VII столітті нашої ери. Вперше було згадано в давньоперських пам'ятках, а також оспівано класиками перської поезії Нізамі Гянджеві, Фізулі та Хагані Ширвані. Окремо виділяють й інші різновиди рубаба, серед яких кашгарський, афганський, дуланський й памірський. Відрізняються один від одного вони кількістю наявних струн.

## Галерея

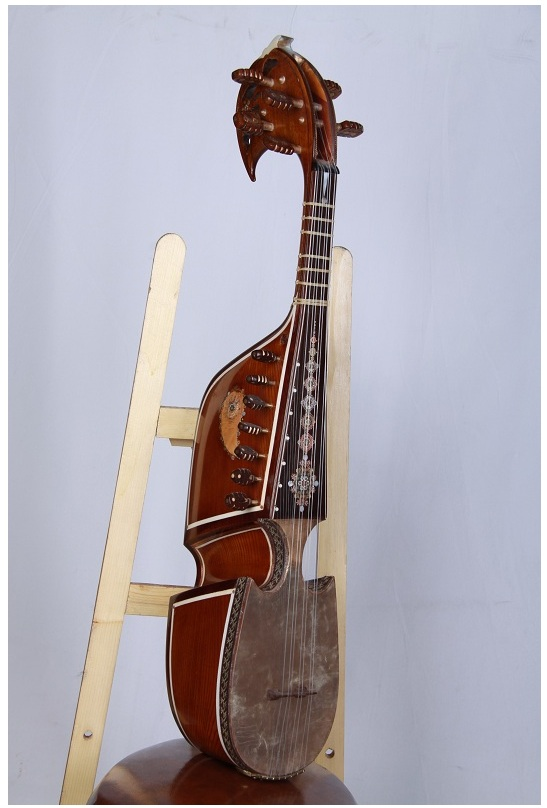
Іранський рубаб
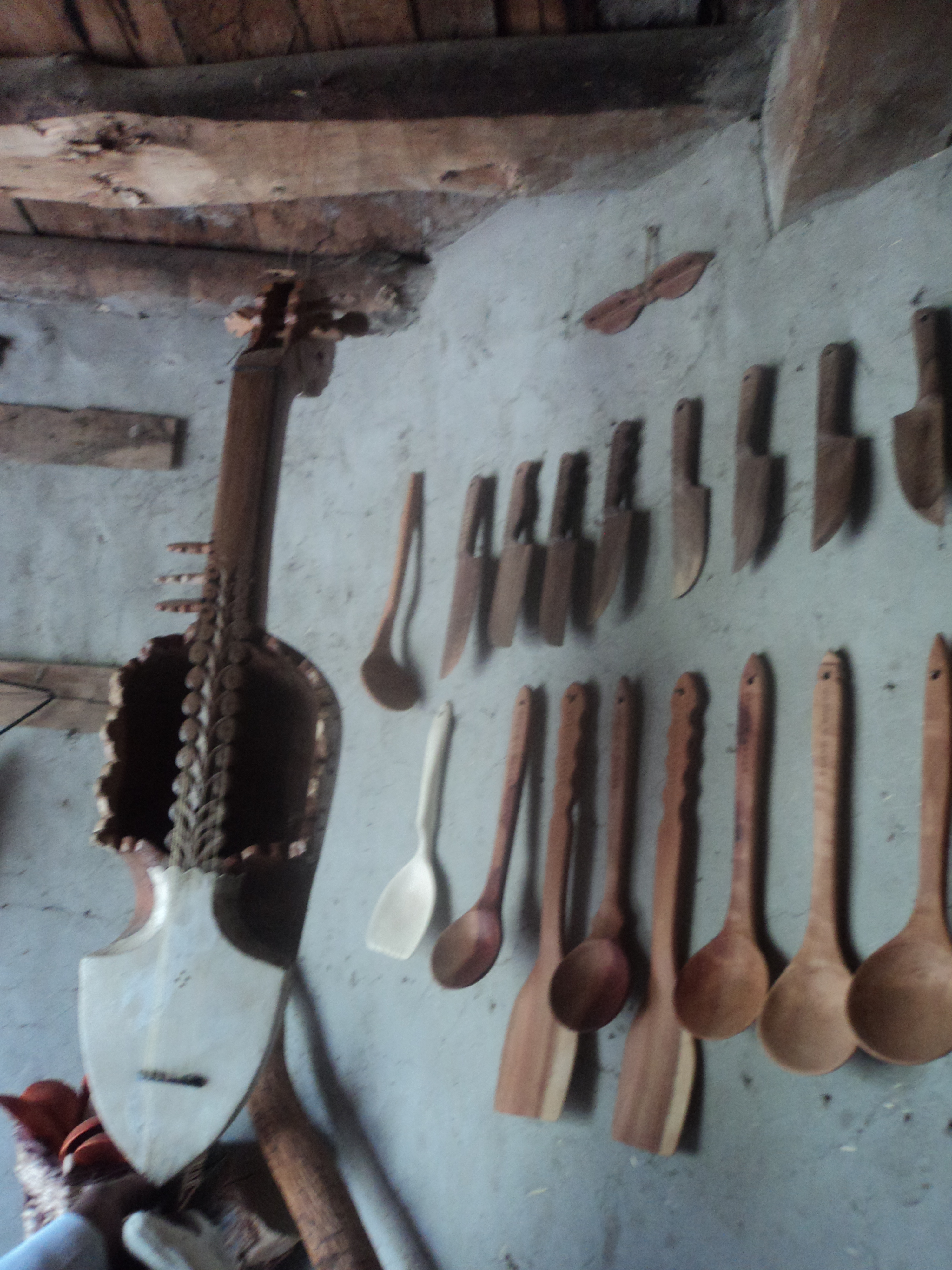
Пакистанський рубаб
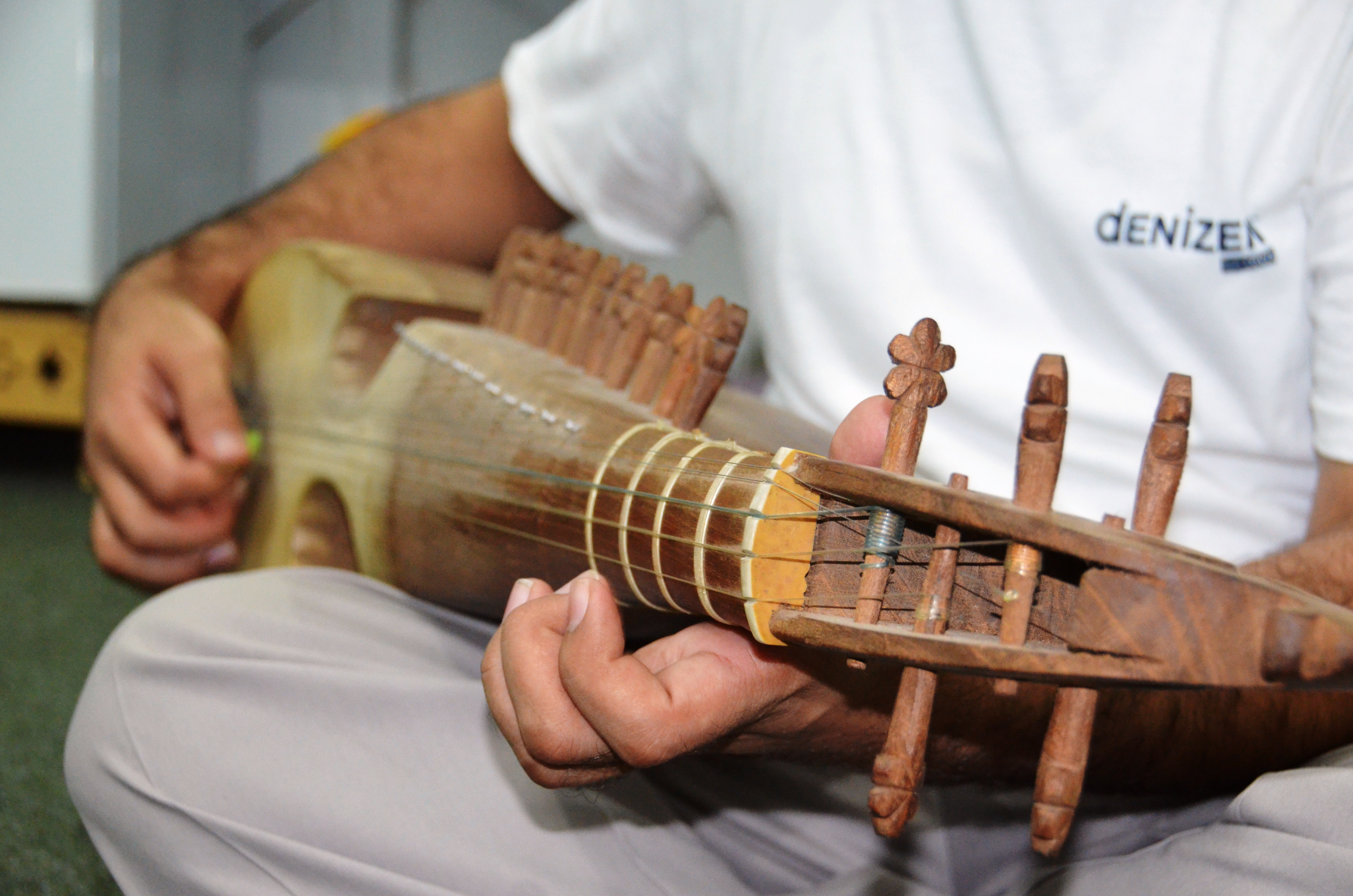
Афганський рубаб
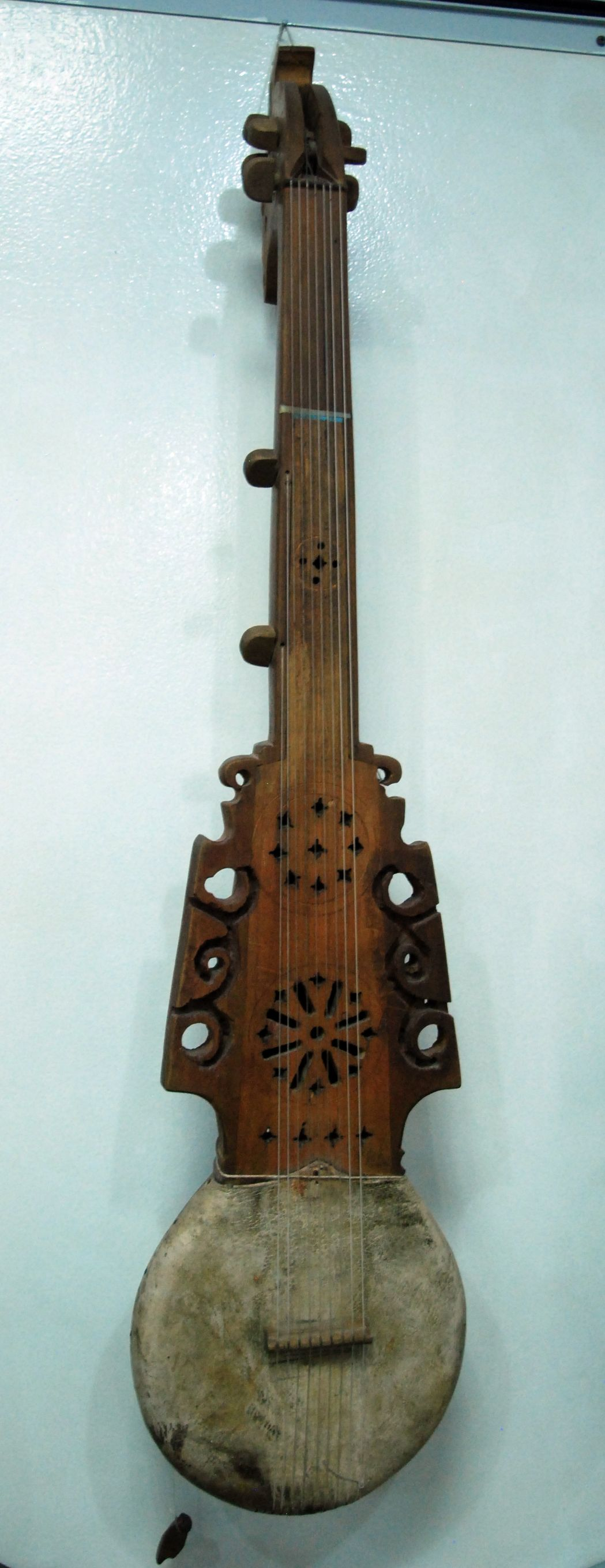
Памірський рубаб
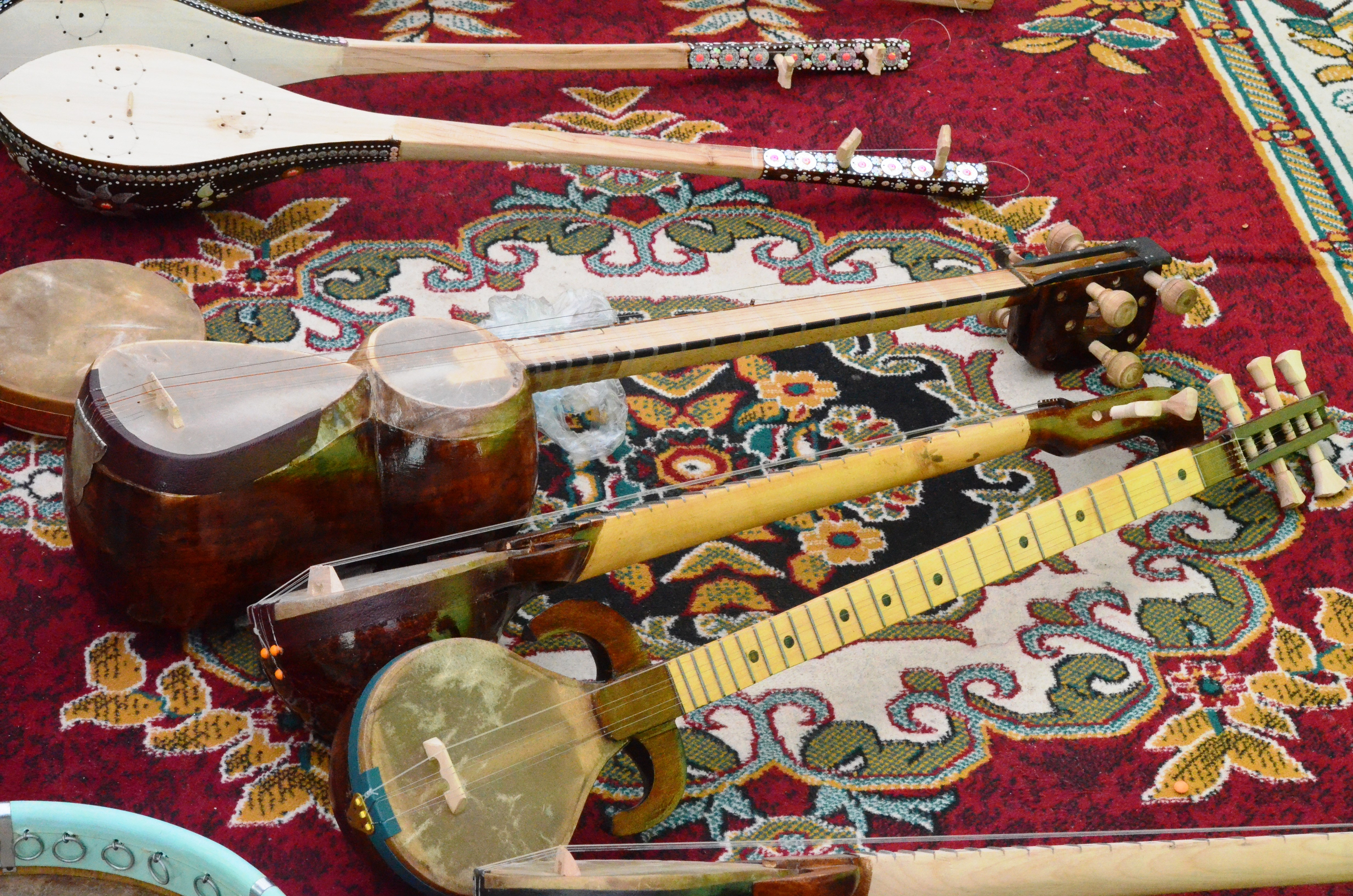
Таджицький рубаб